# 千里馬啓徳
千里馬 啓徳（せんりま けいとく、本名・金 啓徳、1957年10月25日 - ）は、神戸市中央区生まれの在日朝鮮人3世の元プロボクサー、ボクシングトレーナー。第34代日本ミドル級王者。愛称は「チョンリマ（千里馬）」。当初はリングネームを「千里馬 啓徳」にして闘っていたが、その後「キム・ゲド」に変え、さらに本名の「キム・ゲドク」に変更した。

## 来歴

### プロ入り前
神戸朝鮮高級学校ではバスケットボール部に所属。卒業後、社会人バスケットクラブ「兵庫朝鮮籠球団」に所属。神戸市大会、兵庫県大会優勝。

### プロボクシング時代
20歳で神戸拳闘会に入りボクシングを始め、21歳でプロデビュー。現役時代から在日朝鮮人を公言していた。
8回戦時代の1980年10月11日には、トミーズ雅（北村雅英）との対戦もあり。現在トミーズ雅は千里馬ジムの後援会名誉会長。千里馬のジムから生まれた世界王者長谷川穂積の防衛戦にはセコンドとして雅も参加していた（長谷川が真正ボクシングジム移籍後もセコンドについている）。
1983年1月25日、日本ミドル級王座を奪取。その後2年で5回防衛。
1984年9月15日、ミシガン州サガノシティーで米国デビューしクリントン・ロングマイヤーに4回ノックアウト勝ち。
1985年8月23日、ゲリー・バブル（オーストラリア）が持つ東洋太平洋ライトヘビー級タイトルマッチに挑むも敗退し、27歳で現役引退。

### 引退後
1986年1月、千里馬神戸ボクシングジムを設立し後身を指導、更にサンテレビのプロボクシング中継で解説者も務めた。選手経験皆無の兵庫県警警察官だった山下正人をトレーナーに転向させ2005年には長谷川穂積が世界王者となった。その他にも同胞の武本在樹・帝里木下、日本人選手では玉越強平を世界ランクに導いている。

## 戦績
- プロボクシング: 20戦12勝7KO8敗

## 獲得タイトル
- 第34代日本ミドル級王座（防衛5）